# Opuntia tehuacana
Opuntia tehuacana là một loài thực vật có hoa trong họ Cactaceae. Loài này được S. Arias & see Guzman Cruz, Leonardo Ulises mô tả khoa học đầu tiên năm 1997.